# Quatica
Quatica is een geslacht van haften (Ephemeroptera) uit de familie Ephemerellidae.

## Soorten
Het geslacht Quatica omvat de volgende soorten:
- Quatica euphratica
- Quatica ikonomovi
- Quatica paradinasi